# Урбикий Мецский
Урбикий (около 420) — епископ Мецский. Святой, день памяти 20 марта.
По преданию, святой Урбикий (Urbicius), или Урбис (Urbice) воздвиг в городе Мец храм, посвящённый святому Феликсу Ноланскому. Этот храм стал монастырской церковью монастыря святого Климента. На витраже в соборе Сент-Этьен в Меце изображён вместе со святыми Селестом, Симеоном, Фирмином, Легонсом, Руфом, Адельфом из Нёйвиллера, епископами Меца.